# جاكلين سويدبيرغ
جاكلين إلين سويدبيرغ (بالإنجليزية: Jaclyn Swedberg)‏ (ولدت 14 أغسطس 1990 في سان بيدرو، لوس أنجلوس، كاليفورنيا) عارضة أزياء ,ممثلة أمريكية, اشتهرت بكونها بلاي بوي بلايميت لشهر أبريل 2011. ظهرت في عدد من الأعمال السينمائية منها فيلم الوحل (2015), فيلم الأفعى والنمس (2013).

## روابط خارجية
- الموقع الرسمي
- جاكلين سويدبيرغ على موقع IMDb (الإنجليزية)
- جاكلين سويدبيرغ على موقع أول موفي (الإنجليزية)
- جاكلين سويدبيرغ على موقع قاعدة بيانات الفيلم (الإنجليزية)
- جاكلين سويدبيرغ على موقع كينوبويسك (الروسية)